# 3545 Gaffey
3545 Gaffey је астероид главног астероидног појаса са средњом удаљеношћу од Сунца која износи 2,870 астрономских јединица (АЈ).
Апсолутна магнитуда астероида је 12,1.